# Aegialia lacustris
Aegialia lacustris är en skalbaggsart som beskrevs av Leconte 1850. Aegialia lacustris ingår i släktet Aegialia och familjen Aegialiidae. Inga underarter finns listade i Catalogue of Life.